# Approche en santé mentale fondée sur les droits de l'homme
L'incidence des violations des droits Humains dans les services de santé mentale a été décrite comme une urgence mondiale, et considérés comme pouvant avoir un impact négatif sur la santé mentale. Inversement, une approche en santé mentale fondée sur les droits de l'homme peut améliorer la santé mentale. Les cas où une approche explicitement fondée sur les droits de l'homme a été utilisée dans les établissements de soins de santé mentale ont été passés en revue, et montrent que les approches fondées sur les droits de l'homme peuvent conduire à des améliorations cliniques à des coûts relativement faibles. Les approches fondées sur les droits de l'homme sont considérées fondamentales pour des raisons de progrès moral et social, et le fait que de telles approches puissent contribuer à des résultats thérapeutiques positifs et, éventuellement, à des économies de coûts, est une raison supplémentaire pour leur mise en œuvre.

## Historique
Après les constatations de plusieurs experts internationaux au sujet des droits Humains et du droit à la santé, un système de soins de santé mentale basé sur la Convention relative aux droits des personnes handicapées a été débattu afin que les services de santé mentale gagnent la confiance des usagers et ainsi améliorent les résultats des traitements. La psychiatrie perd ainsi sa fonction coercitive et suit la volonté et les préférences de ceux qui ont besoin d'un soutien.
En juillet 2016, une résolution menée par le Portugal et le Brésil a été adoptée par le Conseil des droits de l'homme, appelant les États et autres agences des Nations unies à prendre des mesures pour mettre fin à la « discrimination généralisée, la stigmatisation, les préjugés, la violence, l'exclusion sociale et la ségrégation, illégales ou des pratiques arbitraires d'institutionnalisation, de surmédication et de traitement [vues dans le domaine de la santé mentale] qui ne respectent pas ... l'autonomie, la volonté et les préférences ». Conformément à cette résolution, le Haut-Commissaire aux droits de l'homme a publié par la suite un rapport sur la santé mentale et les droits de l'homme en janvier 2017. Ce rapport recommandait de mettre fin aux violations contre les personnes souffrant de handicaps psychosociaux et les personnes utilisant les services de santé mentale, et incluait des recommandations relatives aux capacités bâtiment et support technique. Parallèlement à cela, le Rapporteur spécial des Nations unies sur le droit à la santé a également publié un rapport en mai 2017 sur le droit à la santé mentale, qui dénonçait les abus et les pratiques néfastes en psychiatrie et réclamait un « changement de paradigme » sur le terrain. Dans son rapport, le Rapporteur spécial a également noté que nous nous trouvions à un « tournant de l'histoire » dans lequel « l'élan actuel et la possibilité de progresser sont uniques ». Une des principales recommandations du rapport était que les pays sollicitent l'assistance technique de l'initiative QualityRights de l'Organisation Mondiale de la Santé.

## Programme QualityRights de l'Organisation mondiale de la santé
Dans ce programme, l'Organisation mondiale de la santé s'efforce d'améliorer la qualité des soins fournis par les services de santé mentale et de promouvoir les droits fondamentaux des personnes souffrant de handicaps psychiques, intellectuels et cognitifs. L'initiative propose une approche de la santé mentale fondée sur le rétablissement. L'absence d'interventions coercitives, le respect du droit à la capacité juridique et la promotion de l'autonomie, du choix, de l'intégration communautaire et du rétablissement sont au cœur de l'initiative. 
Le projet a été implémenté dans l'État du Gujarat, en Inde, consistant, dès 2014, en une évaluation de la qualité et des droits de l'homme dans les établissements de santé mentale, puis, par l'utilisation de la boîte à outils QualityRights de l'OMS, l'équipe d'évaluation a été formée aux soins axés sur le rétablissement, aux droits des personnes atteintes de maladie mentale, à des techniques de communication et à des alternatives à l'isolement et à la contention.
Au Liban, dans le cadre d'une réforme globale du système de santé mentale définie dans une stratégie quinquennale pour 2015-2020, il existe désormais une équipe d' évaluateurs des services de santé mentale composée notamment de professionnels de la santé mentale, de travailleurs sociaux, d'avocats et d'usagers des services, passés par le programme QualityRights.  À plus long terme, le ministère de la santé prévoit de faire évaluer tous les établissements de santé mentale au Liban d'ici à la fin de 2020.
D'autres pays mettent en place le programme QualityRights, à savoir l'Arménie, la Bosnie-Herzégovine, la Tchéquie, la Croatie, l'Estonie, le Ghana, le Kenya, la Lituanie, les Philippines, la Roumanie, la Slovaquie et la Turquie.

## Recommandations quant à la prévention du suicide
Le rapporteur spécial des Nations unies sur le droit à la santé, Dainius Pūras, a recommandé aux États d'adopter des stratégies de prévention du suicide fondées sur les droits de l'homme, selon une déclaration publiée par le Haut-Commissariat des Nations unies aux droits de l'homme le 10 octobre 2019.
Selon le rapporteur spécial, une approche du suicide fondée sur les droits de l'homme va au-delà des préoccupations de santé mentale et place les problèmes d'inégalité, de sans-abrisme, de pauvreté et de discrimination au cœur des stratégies de prévention. En outre, les gouvernements pourraient examiner et tenter d'atténuer les problèmes sociaux et familiaux, notamment l'isolement, l'exposition à la violence et aux abus, et le manque d'accès aux soins de santé et à l'aide sociale.
Celui-ci a également mis l'accent sur la continuité des soins dans la communauté, tels que les groupes de soutien par les pairs, les lieux de répit par les pairs (voir Psychiatrie communautaire), le soutien des vétérans, le soutien parental, le soutien éducatif, la formation à l'emploi et les programmes d'inclusion scolaire.

## Expériences dans les systèmes de santé nationaux
Selon l'Organisation mondiale de la santé, la santé mentale est « un état de bien-être dans lequel chaque individu réalise son propre potentiel, peut gérer le stress normal de la vie, peut travailler d'une façon productive et fructueuse, et se trouve capable de contribuer à sa propre communauté ». Cette définition implique que la santé mentale soit basée sur un vaste dispositif de ressources et de soutiens qui facilitent l'engagement individuel vers le niveau le plus élevé possible d'emploi profitable et d'autres rôles dans la communauté. Ces facteurs incluent, entre autres, la disponibilité d'un logement adéquat, des conditions de travail juste et favorables, la liberté de ne pas subir de discrimination, lesquels sont présents dans la déclaration universelle des droits de l'homme.
De ce fait, une approche en santé mentale fondée sur les droits de l'homme apparaît non seulement comme un objectif favorable sur le plan de l'éthique et de la morale, mais aussi sur le plan pratique afin d'améliorer la santé mentale de catégories de population susceptibles d'encourir davantage de rétentions de leurs droits fondamentaux que les autres. La Convention relative aux droits des personnes handicapées en particulier, met en avant la notion d'égalité des personnes en situation de handicap devant la loi et quant à d'autres droits.
Plusieurs études ont été conduites par des commissions nationales sur les droits de l'homme ou par des départements nationaux de la santé :
- Sous le patronage de la Commission écossaise sur les droits de l'homme, à la suite d'un rapport négatif paru en 2000, et avec l'accompagnement d'experts sur les droits de l'homme, un hôpital de psychiatrie judiciaire, regroupant des personnes en hospitalisation involontaire, situé à Carstairs, Ecosse a interviewé une centaine de membres du personnel soignant ainsi que d'usagers. Le groupe de travail ainsi formé a pu évaluer les pratiques internes à l'hôpital à l'aide d'un dispositif de « feux de signalisation » afin de manifester l'adhésion, le rejet, ou l'avis mitigé envers les pratiques en question. Le dispositif a été accompagné d'une formation sur les droits humains en santé mentale d'une durée de deux ans pour les membres du personnel, et a amené à la rédaction d'un guide quant à l'amélioration des pratiques[1].

- À la suite d'une décision de la Cour suprême indienne de 1997, la Commission nationale sur les droits de l'homme a été mandatée pour superviser les pratiques dans divers instituts psychiatriques, afin de vérifier que ceux-ci fonctionnent « de façon qui est attendue afin d'accomplir l'objectif en vertu desquels ils sont conçus ». De cette manière, l'accès à certains droits fondamentaux, comme l'accès à de la nourriture en quantité suffisante, l'hygiène, ainsi qu'à des espaces récréatifs, ainsi que le respect de l'Amendement indien en santé mentale, ont pu être contrôlés et améliorés[1].

- En 2009 le Département britannique de santé mentale a lancé une initiative a l'échelle nationale concernant la prise en charge des personnes avec handicap intellectuel ou cognitif. afin de moderniser les structures de prise en charge, de favoriser la transition vers des approches centrées sur la personne, ainsi que les centres locaux spécialisés. Les quatre principes moteurs étaient droits, indépendance, choix et inclusion. Des apports positifs ont été reconnus concernant l'implication de l'usager dans la prise en charge sanitaire ainsi que l'accès à des services centrés sur la personne et aux médiateurs de santé[1].

- Le groupe nommé Participation and practice of rights project est un groupe de pairs défenseurs en santé mentale situé en Irlande du Nord. Conjointement à d'autres associations locales, ils ont travaillé à établir une semaine de suivi pour tous ceux qui auraient un historique de trouble mental sévère dans lequel de l'auto-agression (voir auto-mutilation) aurait été manifestée. En effet, une grande quantité de suicides arrivaient dans l'espace d'un semaine après la sortie d'un dispositif de service en santé mentale. Le groupe a identifié des attitudes considérées comme problématiques du point de vue des droits humains, a conduit des sessions de groupe spécialisées et des enquêtes sur les usagers des services locaux afin de mesurer à quel point ces problèmes étaient répandus dans des communautés adjacentes. Ensuite, les résultats ont été présentés à un groupe d'experts internationaux sur les droits humains et d'experts en santé mentale[1].

- Le département de santé et d'hygiène mentales des services correctionnels de santé de New York City, responsable de la santé mentale des détenus carcéraux, a constaté un conflit entre les missions médicales et carcérales. De ce fait, des directives ont été adoptées en 2012 afin de garantir à la fois la sécurité des patients, la santé des populations, et les droits humains. Ceci a mené a améliorer la surveillance des détenus sensibles et à l'analyse des incidents impliquant les agressions ou les auto-agressions chez les détenus qui étaient aussi des usagers en santé mentale. Les analyses ont révélé que les problèmes de santé mentale ainsi que l'isolement étaient des facteurs majeurs d'auto-mutilation[1].

- A Soweto, en Afrique du Sud, une approche basée sur les droits humains a été utilisée afin de montrer une clinique intégrant à la fois le soin des maladies mentales, de la tuberculose et du VIH. En effet, il est difficile pour les usagers en santé mentale en Afrique du Sud d'avoir accès à la fois au soin en santé mentale et à des traitements pour le VIH ou la tuberculose, à cause notamment de l'idée qu'ils n'adhéreraient pas à ces traitements (voir Psychophobie). En utilisant une approche fondée sur les droits de l'homme, trois psychiatres locaux ont estimé qu'il s'agissait de discrimination et monté une clinique intégrative afin de fournir ces services à des gens qui sinon rencontreraient de sévères obstacles pour recevoir un traitement[1].